# Bogshed
Bogshed — британская инди-группа, образовавшаяся в 1985 году в Хэбден-Бридже, Йоркшир, Англия, и исполнявшая постпанк/нойз-рок, во многом созвучный экспериментам современных им английских последователей Капитана Бифхарта, записывавшихся на лейбле Ron Johnson, — A Witness, The MacKenzies, bIG fLAME.
Первую известность Bogshed получили благодаря кассете C86, вышедшей приложением к NME, после чего пользовались повышенным вниманием Джона Пила и регулярно входили в UK Indie Chart.

## История
Bogshed образовались в Хэбден-Бридже, графство Йоркшир, в 1985 году, поначалу выступали под названием The Amazing Roy North Penis Band, а открыты были Джоном Роббом, лидером The Membranes, который подписал их к своему лейблу Vinyl Drip Records и помог записать дебютный EP Let Them Eat Bogshed (#8 UK Indie Charts, ноябрь 1985).
Bogshed (как писал NME) «…на концертах звучали так, словно репетировали песни, готового текста ещё не имеющие». Неортодоксальный подход Хартли к искусству вокала (он утверждал, что «всегда стремился петь как Дорис Дэй») и гитарные эксперименты Маккуэйда шокировали даже искушённую аудиторию Пила, который именно для Bogshed придумал термин «shambling» (позже он стал применяться к исполнителям гораздо более спокойной музыки, вроде The Pastels).
Выпустив два альбома (первый из которых, Step on It, вышедший на Shellfish и поднявшийся до #4 в UK Indie Chart), Bogshed распались. В течение 1985—1987 годов группа пять раз записывалась в студиях BBC для Джона Пила.
В 1988 году Фил Хартли выпустил сольный альбом Peel Sessions, после чего завершил музыкальную карьеру. Кинг перешёл в Jackdaw With Crowbar, оттуда — в A Witness. Бас-гитарист Майк Брайсон, оформивший все без исключения обложки Bogshed, сегодня — один из самых известных в Британии карикатуристов и иллюстраторов.

## Дискография

### Синглы
- 1986 — «Morning Sir» (#2 UK Indie Charts)[1]
- 1987 — «Stop Revolving»
- 1987 — «Excellent Girl!» (#30 UK Indie Charts)

### EP’s
- 1985 — Let Them Eat Bogshed
- 1987 — Tried And Tested Public Speaker (#13 UK Indie Charts)

### Альбомы
- 1986 — Step On It (#4 UK Indie Charts)
- 1987 — Brutal (#20 UK Indie Charts)

### Компиляции (с участием Bogshed)
- 1985 — Raging Sun (трек «Hand Me Down Father»)
- 1986 — NME C86 (трек «Run To The Temple»)
- 1986 — Imminent 4 (трек «Runner On A Blunder»)
- 1986 — Hits and Corruption (трек «Packed Lunch To School»)
- 1992 — Communicate!!!! Live At Thames Poly (трек «Fat Lad Exam Failure»)